# Banda de Música de Aquiraz
A Banda de Música Municipal de Aquiraz Virgílio Coelho, ou simplesmente Banda de Música de Aquiraz, é uma banda de música  fundada em 1958, na cidade de Aquiraz - Ceará, Região Nordeste do país.

## História
A Banda de Música Municipal Virgílio Coelho foi fundada em 1958 pelo cidadão ilustre de Aquiraz, o senhor Virgílio Coelho, contador aposentado da Receita Federal. A paixão de Virgílio pelas Bandas de Música teve seu início em Fortaleza, onde teve a oportunidade de se encantar com suas sonoridades. Como voluntário, ele aprendeu a tocar tuba e participou de algumas bandas, despertando o desejo de criar um conjunto musical em Aquiraz.

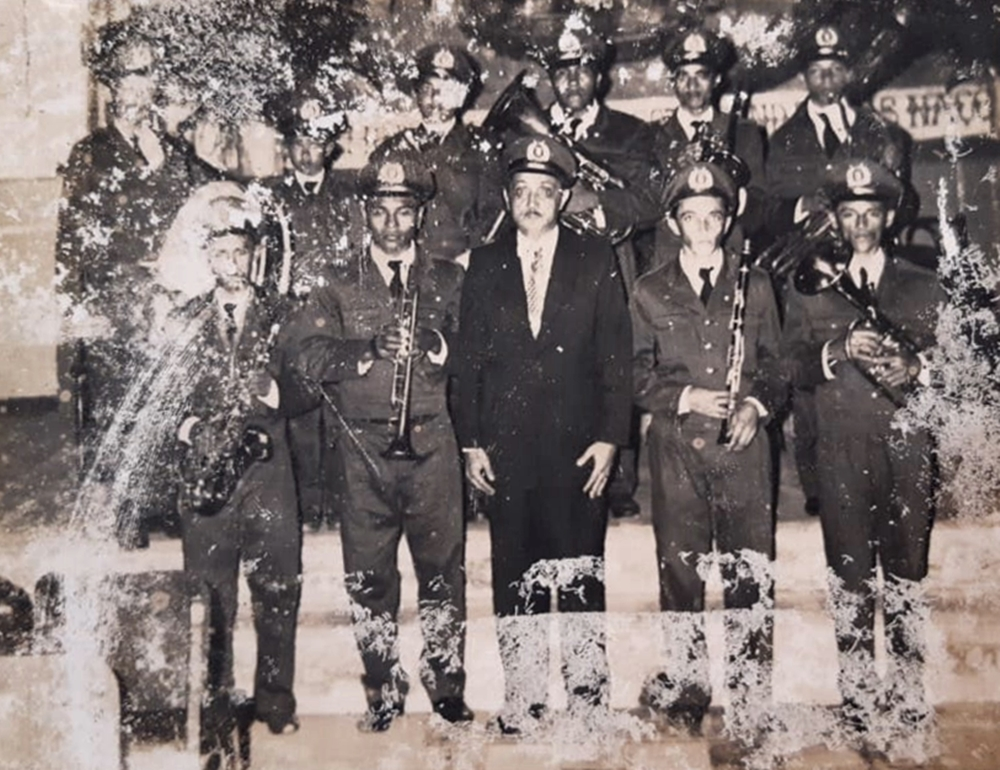
Banda Virgílio Coelho, ano desconhecido.

Virgílio Coelho era uma figura ativa nas festividades da Igreja Católica de Aquiraz e desfrutava de prestígio político, sendo eleito vereador duas vezes e também ocupando a posição de presidente da câmara municipal em seu tempo. Virgílio assumiu o papel de lecionar as primeiras aulas de teoria musical e prática para os futuros membros do grupo. Ele convidou os filhos de seus conhecidos mais próximos para iniciarem as aulas de música, dando início ao processo de criação da banda. Nessa época, Virgílio conseguia conciliar suas funções com as atividades na câmara municipal de Aquiraz, onde exercia o cargo de vereador.
A estreia oficial da Banda de Música Municipal Virgílio Coelho ocorreu em janeiro de 1958, durante os festejos do co-padroeiro de Aquiraz, São Sebastião. A banda começou suas atividades com o apoio financeiro de Virgílio Coelho, que adquiriu fardamentos inspirados nas bandas militares e comprou, com recursos próprios, 12 instrumentos novos e usados. O grupo original era composto por dez músicos, mas rapidamente cresceu para 12. São os membros fundadores do grupo: Alberto Jesuíno (tarol), Gilberto Patrício (trompete), Lázaro (trompete), Mundico (sax alto), Manoel Tavares (Nenê) (tuba), Ribamar Pimenta (trombone), Salomão (bombardino), Valdenor Fonseca (pratos), Valmir Fonseca (surdo), Zeca Porfírio (bombo), Zete Celeste (clarinete) e Zé Ramos (bombo).

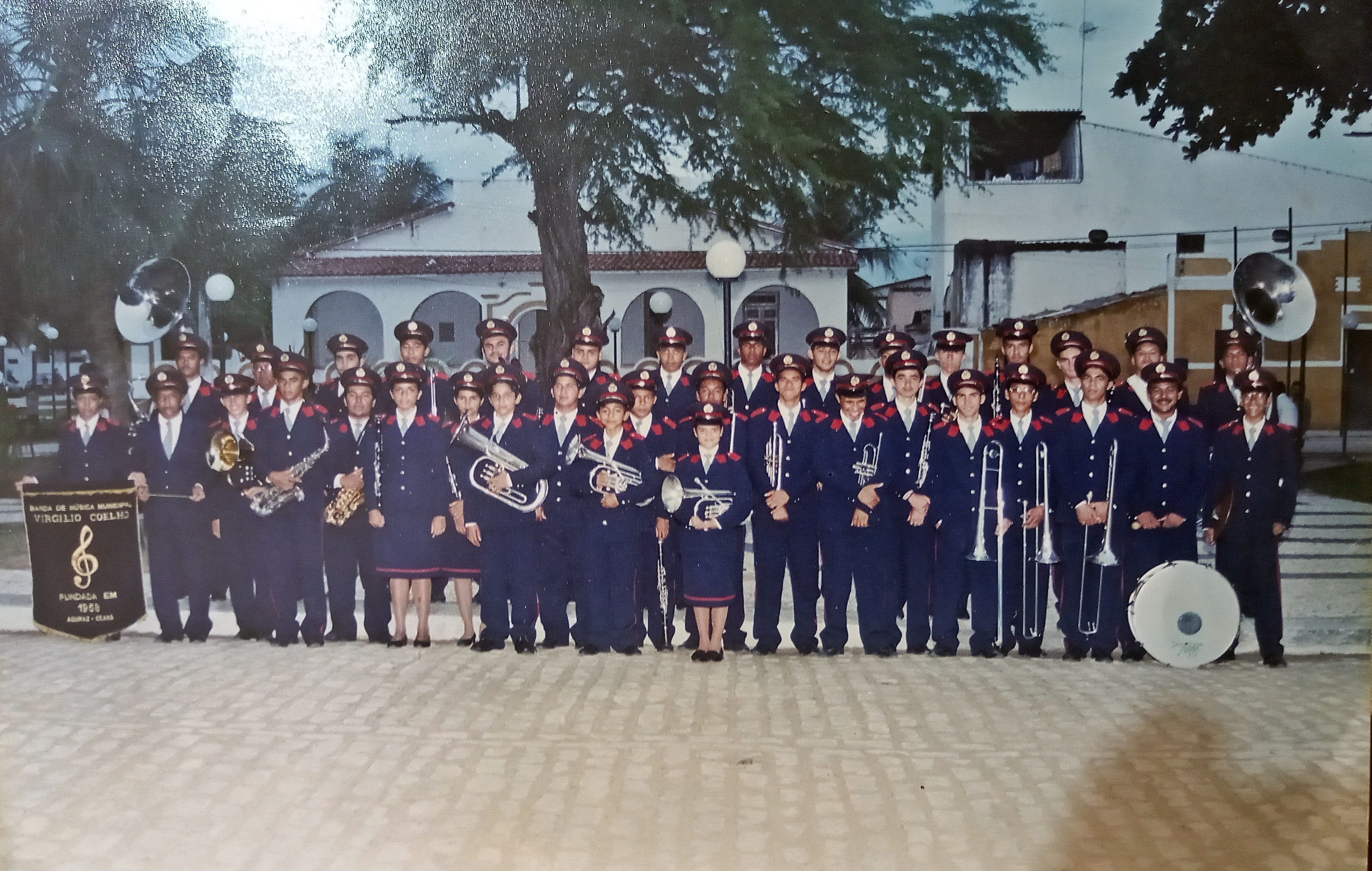
Banda de Música Municipal Virgílio Coelho em 2001

Após alguns anos, Virgílio contratou o Tenente Martiniano José Monteiro, conhecido como Tenente Nanim, para assumir o cargo de maestro e professor da banda. Nanim, amigo de Virgílio e músico aposentado da Polícia Militar do Ceará, ficou responsável pelas aulas ministradas aos integrantes da banda, que aconteciam no prédio do Círculo dos Trabalhadores Cristãos de Aquiraz, conhecido como "Círculo Operário", situado na Sede do Município, em frente à atual Praça das Flores.
O falecimento de Virgílio Coelho em 1974 trouxe desafios para a banda, mas os dedicados músicos Manoel Tavares e Ribamar Pimenta, presentes desde o início, assumiram a coordenação do grupo, garantindo a continuidade das atividades e a participação nos eventos da igreja.
Em 1988, a Prefeitura de Aquiraz doou quinze instrumentos, visando a expansão da banda. A partir desse momento, o grupo começou a receber apoio financeiro da prefeitura, o que possibilitou a contratação de músicos e do maestro. Os salários eram providos pela Secretaria de Educação do Município.
Entre 1988 e 1990, a direção do grupo passou pelo maestro Francisco Ferreira Barros, conhecido como "Nego Mau". Logo após, o músico César, integrante da banda, assumiu a posição de regente, mas permaneceu nessa função por apenas um ano. Em 1991, o maestro Tarcísio de Lima assumiu a direção da banda. 
No dia 27 de agosto de 1997, durante a administração do prefeito Carlos Augusto Matos Pires, finalmente, o grupo foi oficialmente instituído como a Banda de Música Municipal Virgílio Coelho. Em 24 de outubro de 1997, o prefeito publica decreto regulamentado as atribuições e organização técnica do grupo.

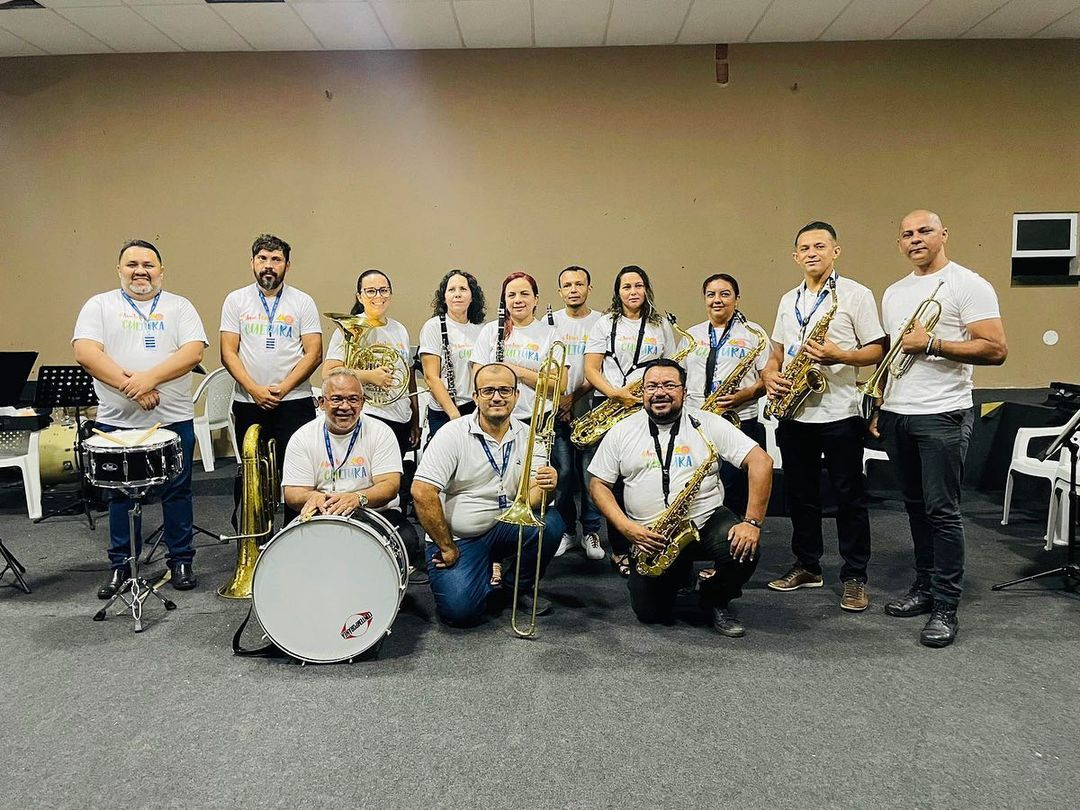
Formação de setembro de 2023

Em 2008, durante a administração da prefeita Ritelza Cabral, foi realizado um concurso com o objetivo de preencher 50 vagas para músicos, no entanto, no ano seguinte, esse concurso foi anulado, desencadeando uma questão jurídica. Posteriormente, em 2017, outro concurso foi organizado, contudo, devido a pendência do concurso anterior, este foi impedido de ser homologado. Durante o período compreendido entre 2017 e 2020, a cidade de Aquiraz ficou sem Banda de Música.
Somente em 30 de outubro de 2020, após a resolução das questões jurídicas, o concurso de 2008 foi finalmente homologado. E apenas em abril de 2021, na gestão do prefeito Bruno Barros Gonçalves, 14 dos músicos concursados puderam tomar posse, permitindo, assim, que a Banda de Música Municipal Virgílio Coelho retomasse suas atividades após um período de três anos de interrupção.